# 凯尔滕
凯尔滕（德語：Keltern，發音：[ˈkɛltɐn] ⓘ）是德国巴登-符腾堡州卡尔斯鲁厄行政区恩茨县的市镇，面积29.82平方千米，2023年12月31日人口为9,098人。